# Sport-Club Freiburg 1991-1992
Questa voce raccoglie le informazioni riguardanti lo Sport-Club Freiburg nelle competizioni ufficiali della stagione 1991-1992.

## Stagione
Nella stagione 1991-1992 il Friburgo, allenato da Volker Finke, concluse il campionato di 2. Bundesliga al 3º posto. In Coppa di Germania il Friburgo fu eliminato al secondo turno dal Bergmann-Borsig.

## Rosa
| N. |                        | Ruolo | Calciatore          |
| -- | ---------------------- | ----- | ------------------- |
| 9  | Germania (bandiera)    | C     | Jens Todt           |
| 11 | Germania (bandiera)    | A     | Uwe Spies           |
| 12 | Germania (bandiera)    | C     | Ralf Kohl           |
| 19 | Germania (bandiera)    | C     | Andreas Bornemann   |
|    | Germania (bandiera)    | P     | Thomas Ehreiser     |
|    | Germania (bandiera)    | P     | Carsten Eisenmenger |
|    | Germania (bandiera)    | P     | Gerd Sachs          |
|    | Stati Uniti (bandiera) | D     | Paul Caligiuri      |
|    | Germania (bandiera)    | D     | Rolf Maier          |
|    | Germania (bandiera)    | D     | Volker Ruoff        |
|    | Germania (bandiera)    | D     | Thomas Schmidt      |

| N. |                                 | Ruolo | Calciatore        |
| -- | ------------------------------- | ----- | ----------------- |
|    | Germania (bandiera)             | C     | Mario Barczyk     |
|    | Germania (bandiera)             | C     | Martin Braun      |
|    | Germania (bandiera)             | C     | Oliver Müller     |
|    | Germania (bandiera)             | C     | Michael Pfahler   |
|    | Germania (bandiera)             | C     | Christian Simon   |
|    | Germania (bandiera)             | C     | Andreas Zeyer     |
|    | Germania (bandiera)             | C     | Michael Zeyer     |
|    | Germania (bandiera)             | A     | Andree Fincke     |
|    | Bosnia ed Erzegovina (bandiera) | A     | Midhat Gluhačević |
|    | Germania (bandiera)             | A     | Michael Renner    |

## Organigramma societario
Area tecnica
- Allenatore: Volker Finke
- Allenatore in seconda: Achim Sarstedt
- Preparatore dei portieri:
- Preparatori atletici:

## Calciomercato

### Sessione estiva
| Acquisti | Acquisti       | Acquisti               | Acquisti |
| R.       | Nome           | da                     | Modalità |
| -------- | -------------- | ---------------------- | -------- |
| D        | Paul Caligiuri | Hansa Rostock          |          |
| A        | Andree Fincke  | Amburgo                |          |
| C        | Ralf Kohl      | Weinheim               |          |
| C        | Oliver Müller  | Reutlingen             |          |
| D        | Thomas Schmidt | Eintracht Braunschweig |          |
| C        | Jens Todt      | Havelse                |          |

| Cessioni | Cessioni            | Cessioni       | Cessioni |
| R.       | Nome                | a              | Modalità |
| -------- | ------------------- | -------------- | -------- |
| D        | Andreas Golombek    | Osnabrück      |          |
| D        | Joachim Klemenz     | Freiburger     |          |
| D        | Reinhard Marsing    | SC Bamberg     |          |
| D        | Oliver Schäfer      | Kaiserslautern |          |
| C        | Niels Schlotterbeck | Duisburg       |          |
| C        | Karl-Heinz Schulz   | Freiburger     |          |
| C        | Thomas Schweizer    | Basilea        |          |

### Sessione invernale
| Acquisti | Acquisti | Acquisti | Acquisti |
| R.       | Nome     | da       | Modalità |
| -------- | -------- | -------- | -------- |

| Cessioni | Cessioni | Cessioni | Cessioni |
| R.       | Nome     | a        | Modalità |
| -------- | -------- | -------- | -------- |

## Risultati

### 2. Bundesliga

#### Girone di andata
| Arbitro: | Kasper |

|                       |           |                 |
| Pfahler 13’ Simon 86’ | Marcatori | 18’ Schmidbauer |

| Arbitro: | Amerell |

|                     |           |            |
| Seifert 8’ Boer 74’ | Marcatori | 19’ Fincke |

| Arbitro: | Kiefer |

|                                  |           |             |
| Spies 29’ Schmidt 37’ Fincke 40’ | Marcatori | 70’ Schülbe |

| Arbitro: | Stenzel |

|                                             |           |  |
| Bastian 9’ Cardoso 31’ Jurgeleit 40’ (rig.) | Marcatori |  |

| Arbitro: | Richmann |

|                                                                 |           |  |
| Fincke 8’ Braun 38’ (rig.), 45’, 55’ (rig.) Zeyer 77’ Spies 86’ | Marcatori |  |

| Magonza 27 agosto 1991, ore 19:30 CEST 6ª giornata | Magonza | 0 – 0 referto | Friburgo | Stadion am Bruchweg (4 000 spett.)\| Arbitro: \| Müller \| |
| Arbitro:                                           | Müller  |               |          |                                                            |

| Arbitro: | Werthmann |

|                                |           |            |
| Zeyer 20’ Spies 48’ Fincke 67’ | Marcatori | 49’ Täuber |

| Arbitro: | Osmers |

|                           |           |            |
| Spies 67’, 87’ Fincke 71’ | Marcatori | 36’ Hobsch |

| Arbitro: | Steinborn |

|                   |           |            |
| Kostner 8’ (rig.) | Marcatori | 65’ Fincke |

| Arbitro: | Rubel |

|                       |           |                       |
| Braun 19’ (rig.), 23’ | Marcatori | 47’ Wolff 60’ Hofmann |

| Arbitro: | Führer |

|                                                    |           |                               |
| Wittke 11’ (rig.) Klee 29’ Schreiber 57’ Weber 87’ | Marcatori | 8’ Fincke 22’ Spies 81’ Simon |

#### Girone di ritorno
| Monaco di Baviera 4 ottobre 1991, ore 19:00 CET 12ª giornata | Monaco 1860 | 0 – 0 referto | Friburgo | Stadion an der Grünwalder Straße (16 000 spett.)\| Arbitro: \| Jansen \| |
| Arbitro:                                                     | Jansen      |               |          |                                                                          |

| Arbitro: | Leimert |

|                                   |           |  |
| Zeyer 28’, 45’ Spies 58’ Todt 64’ | Marcatori |  |

| Arbitro: | Kemmling |

|          |           |            |
| Wosz 54’ | Marcatori | 36’ Fincke |

| Friburgo in Brisgovia 26 ottobre 1991, ore 15:00 CET 15ª giornata | Friburgo   | 0 – 0 referto | Homburg | Dreisamstadion (7 000 spett.)\| Arbitro: \| Wippermann \| |
| Arbitro:                                                          | Wippermann |               |         |                                                           |

| Arbitro: | Heynemann |

|                           |           |                       |
| Buvač 18’ Heun 78’ (rig.) | Marcatori | 39’ Spies 90’ Pfahler |

| Arbitro: | Frey |

|                |           |  |
| Spies 15’, 79’ | Marcatori |  |

| Arbitro: | Fröhlich |

|         |           |                              |
| Heß 68’ | Marcatori | 31’ Spies 51’ Todt 87’ Zeyer |

| Arbitro: | Haupt |

|                                |           |                          |
| Lindner 11’ Engelmann 67’, 74’ | Marcatori | 7’, 27’ Fincke 55’ Zeyer |

| Arbitro: | Birlenbach |

|          |           |  |
| Todt 24’ | Marcatori |  |

| Arbitro: | Kentsch |

|                    |           |  |
| Wolff 82’ Lust 90’ | Marcatori |  |

| Arbitro: | Brückner |

|           |           |  |
| Simon 90’ | Marcatori |  |

### 2. Bundesliga

#### Girone di andata
| Arbitro: | Weber |

|                       |           |  |
| Krätzer 3’ Preetz 32’ | Marcatori |  |

| Arbitro: | Funken |

|                            |           |  |
| Röser 67’ (aut.) Zeyer 84’ | Marcatori |  |

| Friburgo in Brisgovia 21 marzo 1992, ore 15:00 CET 25ª giornata | Friburgo | 0 – 0 referto | Waldhof Mannheim | Dreisamstadion (12 500 spett.)\| Arbitro: \| Amerell \| |
| Arbitro:                                                        | Amerell  |               |                  |                                                         |

| Arbitro: | Domurat |

|                  |           |                            |
| Braun 44’ (rig.) | Marcatori | 25’ Marmon 27’, 87’ Hubner |

| Friburgo in Brisgovia 12 aprile 1992, ore 15:00 CEST 28ª giornata | Friburgo | 0 – 0 referto | Saarbrücken | Dreisamstadion (13 000 spett.)\| Arbitro: \| Löwer \| |
| Arbitro:                                                          | Löwer    |               |             |                                                       |

| Chemnitz 16 aprile 1992, ore 20:15 CEST 26ª giornata | Chemnitz | 0 – 0 referto | Friburgo | Sportforum Chemnitz (2 500 spett.)\| Arbitro: \| Kuhne \| |
| Arbitro:                                             | Kuhne    |               |          |                                                           |

| Arbitro: | Werthmann |

|             |           |                           |
| Löhnert 73’ | Marcatori | 41’ Todt 84’ (rig.) Braun |

| Arbitro: | Albrecht |

|                                                           |           |                           |
| Freiler 23’, 87’, 90’ Wolff 32’, 63’ Nachtweih 84’ (rig.) | Marcatori | 58’ (aut.) Lust 77’ Simon |

| Arbitro: | Blüthgen |

|                         |           |              |
| Simon 7’ Zeyer 52’, 57’ | Marcatori | 72’ Laudeley |

| Arbitro: | Mölm |

|                                     |           |            |
| Hubner 3’ Korell 21’ Baranowski 56’ | Marcatori | 75’ Fincke |

### Coppa di Germania
| Arbitro: | Strampe |

|  |           |                     |
|  | Marcatori | 15’ Todt 32’ Fincke |

| Arbitro: | Schukat |

|                   |           |                   |
| Beinlich 24’, 44’ | Marcatori | 39’ (rig.) Fincke |

## Statistiche

### Statistiche di squadra
| Competizione      | Punti | In casa | In casa | In casa | In casa | In casa | In casa | In trasferta | In trasferta | In trasferta | In trasferta | In trasferta | In trasferta | Totale | Totale | Totale | Totale | Totale | Totale | DR  |
| Competizione      | Punti | G       | V       | N       | P       | Gf      | Gs      | G            | V            | N            | P            | Gf           | Gs           | G      | V      | N      | P      | Gf     | Gs     | DR  |
| ----------------- | ----- | ------- | ------- | ------- | ------- | ------- | ------- | ------------ | ------------ | ------------ | ------------ | ------------ | ------------ | ------ | ------ | ------ | ------ | ------ | ------ | --- |
| 2. Bundesliga     | 28    | 11      | 9       | 2       | 0       | 27      | 6       | 11           | 1            | 6            | 4            | 14           | 19           | 22     | 10     | 8      | 4      | 41     | 25     | +16 |
| 2. Bundesliga     | -     | 5       | 2       | 2       | 1       | 6       | 4       | 5            | 1            | 1            | 3            | 5            | 12           | 10     | 3      | 3      | 4      | 11     | 16     | -5  |
| Coppa di Germania | -     | 0       | 0       | 0       | 0       | 0       | 0       | 2            | 1            | 0            | 1            | 3            | 2            | 2      | 1      | 0      | 1      | 3      | 2      | +1  |
| Totale            | 28    | 16      | 11      | 4       | 1       | 33      | 10      | 18           | 3            | 7            | 8            | 22           | 33           | 34     | 14     | 11     | 9      | 55     | 43     | +12 |

### Andamento in campionato
| Giornata  | 1 | 2 | 3 | 4 | 5 | 6 | 7 | 8 | 9 | 10 | 11 | 12 | 13 | 14 | 15 | 16 | 17 | 18 | 19 | 20 | 21 | 22 |
| --------- | - | - | - | - | - | - | - | - | - | -- | -- | -- | -- | -- | -- | -- | -- | -- | -- | -- | -- | -- |
| Luogo     | C | T | C | T | C | T | C | C | T | C  | T  | T  | C  | T  | C  | T  | C  | T  | T  | C  | T  | C  |
| Risultato | V | P | V | P | V | N | V | V | N | N  | P  | N  | V  | N  | N  | N  | V  | V  | N  | V  | P  | V  |
| Posizione | 3 | 1 | 2 | 2 | 3 | 3 | 2 | 4 | 3 | 3  |    |    |    |    |    |    |    |    |    |    |    |    |

Legenda:

Luogo: C = Casa; T = Trasferta. Risultato: V = Vittoria; N = Pareggio; P = Sconfitta.

### Statistiche dei giocatori
| Giocatore      | 2. Bundesliga | 2. Bundesliga | 2. Bundesliga | 2. Bundesliga | Coppa di Germania | Coppa di Germania | Coppa di Germania | Coppa di Germania | Totale   | Totale | Totale      | Totale     |
| Giocatore      | Presenze      | Reti          | Ammonizioni   | Espulsioni    | Presenze          | Reti              | Ammonizioni       | Espulsioni        | Presenze | Reti   | Ammonizioni | Espulsioni |
| -------------- | ------------- | ------------- | ------------- | ------------- | ----------------- | ----------------- | ----------------- | ----------------- | -------- | ------ | ----------- | ---------- |
| M. Barczyk     | 9             | 0             | 1             | 0             | 1                 | 0                 | 0                 | 0                 | 10       | 0      | 1           | 0          |
| A. Bornemann   | 0             | 0             | 0             | 0             | 0                 | 0                 | 0                 | 0                 | 0        | 0      | 0           | 0          |
| M. Braun       | 21            | 5             | 6             | 0             | 2                 | 0                 | 0                 | 0                 | 23       | 5      | 6           | 0          |
| P. Caligiuri   | 10            | 0             | 1             | 0             | 0                 | 0                 | 0                 | 0                 | 10       | 0      | 1           | 0          |
| T. Ehreiser    | 4             | 0             | 0             | 0             | 0                 | 0                 | 0                 | 0                 | 4        | 0      | 0           | 0          |
| C. Eisenmenger | 9             | 0             | 0             | 0             | 0                 | 0                 | 0                 | 0                 | 9        | 0      | 0           | 0          |
| A. Fincke      | 22            | 10            | 4             | 0             | 2                 | 2                 | 0                 | 0                 | 24       | 12     | 4           | 0          |
| M. Gluhačević  | 2             | 0             | 0             | 0             | 0                 | 0                 | 0                 | 0                 | 2        | 0      | 0           | 0          |
| R. Kohl        | 22            | 0             | 6             | 0             | 2                 | 0                 | 0                 | 0                 | 24       | 0      | 6           | 0          |
| R. Maier       | 20            | 0             | 4             | 0             | 1                 | 0                 | 0                 | 0                 | 21       | 0      | 4           | 0          |
| O. Müller      | 0             | 0             | 0             | 0             | 1                 | 0                 | 0                 | 0                 | 1        | 0      | 0           | 0          |
| M. Pfahler     | 18            | 2             | 3             | 0             | 2                 | 0                 | 0                 | 0                 | 20       | 2      | 3           | 0          |
| M. Renner      | 4             | 0             | 0             | 0             | 2                 | 0                 | 0                 | 0                 | 6        | 0      | 0           | 0          |
| V. Ruoff       | 8             | 0             | 0             | 1             | 1                 | 0                 | 0                 | 0                 | 9        | 0      | 0           | 1          |
| G. Sachs       | 9             | 0             | 0             | 0             | 2                 | 0                 | 0                 | 0                 | 11       | 0      | 0           | 0          |
| T. Schmidt     | 22            | 1             | 8             | 0             | 2                 | 0                 | 0                 | 0                 | 24       | 1      | 8           | 0          |
| C. Simon       | 10            | 3             | 0             | 0             | 1                 | 0                 | 0                 | 0                 | 11       | 3      | 0           | 0          |
| U. Spies       | 22            | 11            | 0             | 0             | 2                 | 0                 | 0                 | 0                 | 24       | 11     | 0           | 0          |
| J. Todt        | 22            | 3             | 7             | 0             | 2                 | 1                 | 0                 | 0                 | 24       | 4      | 7           | 0          |
| A. Zeyer       | 22            | 1             | 2             | 0             | 2                 | 0                 | 0                 | 0                 | 24       | 1      | 2           | 0          |
| M. Zeyer       | 22            | 5             | 3             | 0             | 1                 | 0                 | 0                 | 0                 | 23       | 5      | 3           | 0          |